# Anurophorus konseli
Anurophorus konseli is een springstaartensoort uit de familie van de Isotomidae. De wetenschappelijke naam van de soort is voor het eerst geldig gepubliceerd in 1938 door Kseneman.